# Yuki Kodama
Yuki Kodama (japanisch 小玉 ユキ Kodama Yuki, * 26. September in der Präfektur Nagasaki, Japan) ist eine japanische Mangaka und Illustratorin. Ihr erfolgreichstes Werk, das 2012 auch als Anime umgesetzt wurde, ist die von 2007 bis 2012 erschienene Serie Sakamichi no Apollon.

## Werdegang und Werk
Ab 2000 wurden Kurzgeschichten von Kodama im Magazin Cutie Comic veröffentlicht. Kodamas erstes Buch war Watashi no Kekkonshiki! von 2006. Da sie auch weiterhin Kurzgeschichten schuf, folgten einige Bände mit Kurzgeschichtensammlungen von ihr. Außerdem hat sie sich an mehreren Anthologien mit anderen Comicschaffenden beteiligt. Ihre Mangas richten sich an junge Frauen und erscheinen dementsprechend in Josei-Magazinen. Oft sind es romantische Geschichten. 2007 startete dann mit Sakamichi no Apollon ihre bislang erfolgreichste Serie. Zu ihrem Abschluss im Jahr 2012 wurde auch eine Anime-Fernsehserie dazu veröffentlicht. Im gleichen Jahr wurde die Serie mit dem Shōgakukan-Manga-Preis in der allgemeinen Kategorie ausgezeichnet. Es folgte mit Tsukikage Baby sowie Ao no Hana Utsuwa no Mori weitere lange Serien, die bis 2017 und 2022 liefen.

## Bibliografie (Auswahl)
- Watashi no Kekkonshiki! (私の結婚式!, 2006, 1 Band)
- Hagoromo Mishin (羽衣ミシン, 2007, 1 Band)
- Hikari no Umi (光の海, 2007, 1 Band)
- Sakamichi no Apollon (坂道のアポロン, 2007–2012, 9 Bände)
- Kodama Yuki Tanpenshū (マンゴーの涙 小玉ユキ短編集, 2008, 2 Bände, Kurzgeschichtensammlung)
- Tsukikage Baby (月影ベイベ, 2012–2017, 9 Bände)
- Ao no Hana Utsuwa no Mori (青の花 器の森, 2013–2022, 10 Bände)
- Chiisako no Niwa (ちいさこの庭, 2017, 1 Band)
- Hōsekibako: Kodama Yuki Yomikirishū (宝石箱　小玉ユキよみきり集, 2018, 1 Band)
- Ōkami no Musume (狼の娘, seit 2022)